# Pressure On
«Pressure On» — первая композиция и первый сингл с альбома «Electric Fire» Роджера Тейлора. Был выпущен в 1998 году. Жанр композиции — смесь прогрессивного и поп-рока.
Бэк-вокал партии в песне исполняет Треана Моррис, на барабанах — Кит Прайор, гитары — Джейсон Фэллун, бас-гитара — Стив Барнакл, клавишные — Майк Кроссли.